# Równoumagicznienie
Równoumagicznienie (ang. Equal Rites) – humorystyczna powieść fantasy Terry'ego Pratchetta, wydana w 1987 r. W Polsce książka ukazała się po raz pierwszy w 1996 r. nakładem wydawnictwa Prószyński i S-ka (ISBN 83-7337-219-9). Jest to trzecia część długiego cyklu Świat Dysku, zaliczana do podcyklu o czarownicach z Lancre. 
Powieść zawiera historię młodej dziewczyny posiadającej Moc, ale niemogącej zostać magiem z powodu uprzedzeń panujących wśród kadry Niewidocznego Uniwersytetu. Ma jednak po swojej stronie Babcię Weatherwax, która zawsze osiąga to, co zamierza. 